# ماريسا (اسم)
ماريسا (Marissa) هو اسم مؤنث يستعمل عادة في الحضارة الغربية. السام تغيير لـ«ماريس»، والتي هي كلمة لاتينية بمعنى 'على البحر'. يمكن أيضا أن يهجأ الاسم Marrisa أو Merissa أو Marisa. ماريسا تعني أيضا «ماري الصغيرة» محيلا إلى مريم العذراء.

## الشخصيات
- ماريسا كولمان (ولدت عام 1987)، لاعبة إن بي آي أمريكية.
- ماريسا ديلغادو (ولدت عام 1951)، ممثلة فلبينية.
- ماريسا إرفين (ولدت عام 1980)، لاعبة تنس أمريكية.
- ماريسا غاريت وينوكور (ولدت عام 1973)، ممثلة أمريكية.
- ماريسا ماير (ولدت عام 1975)، مديرة أعمال أمريكية، المديرة التنفيذية ورئيسة ياهو.
- ماريسا ميير (ولدت عام 1984)، روائية أمريكية.
- ماريسا مازولا-ماكماهون (ولدت عام 1973)، منتجة أفلام أمريكية.
- ماريسا نادلر (ولدت عام 1981)، مغنية وكاتبة أغان أمريكية.
- مارريسا ريبيسي (ولدت عام 1974)، ممثلة أمريكية.

## شخصيات خيالية
- ماريسا كوبر، في المسلسل التلفزي O.C.
- ماريسا فيربورن، من سلسلة المتحولون.
- ماريسا تاسكر، من المسلسل الطويل «كل أبنائي».